# Vágáshuta
Vágáshuta là một thị trấn thuộc hạt Borsod-Abaúj-Zemplén, Hungary. Thị trấn này có diện tích 2 km², dân số năm 2010 là 89 người, mật độ 45 người/km².